# رومل فرناندز
رومل فرناندز (انگلیسی: Rommel Fernández; ۱۵ ژانویهٔ ۱۹۶۶ – ۶ مهٔ ۱۹۹۳) بازیکن فوتبال اهل پاناما بود.
از باشگاه‌هایی که در آن بازی کرده‌است می‌توان به باشگاه فوتبال والنسیا، باشگاه ورزشی تنریف، و باشگاه فوتبال آلباسته بالومپیه اشاره کرد.
وی همچنین در تیم ملی فوتبال پاناما بازی کرده‌است.